# Килим-самоліт

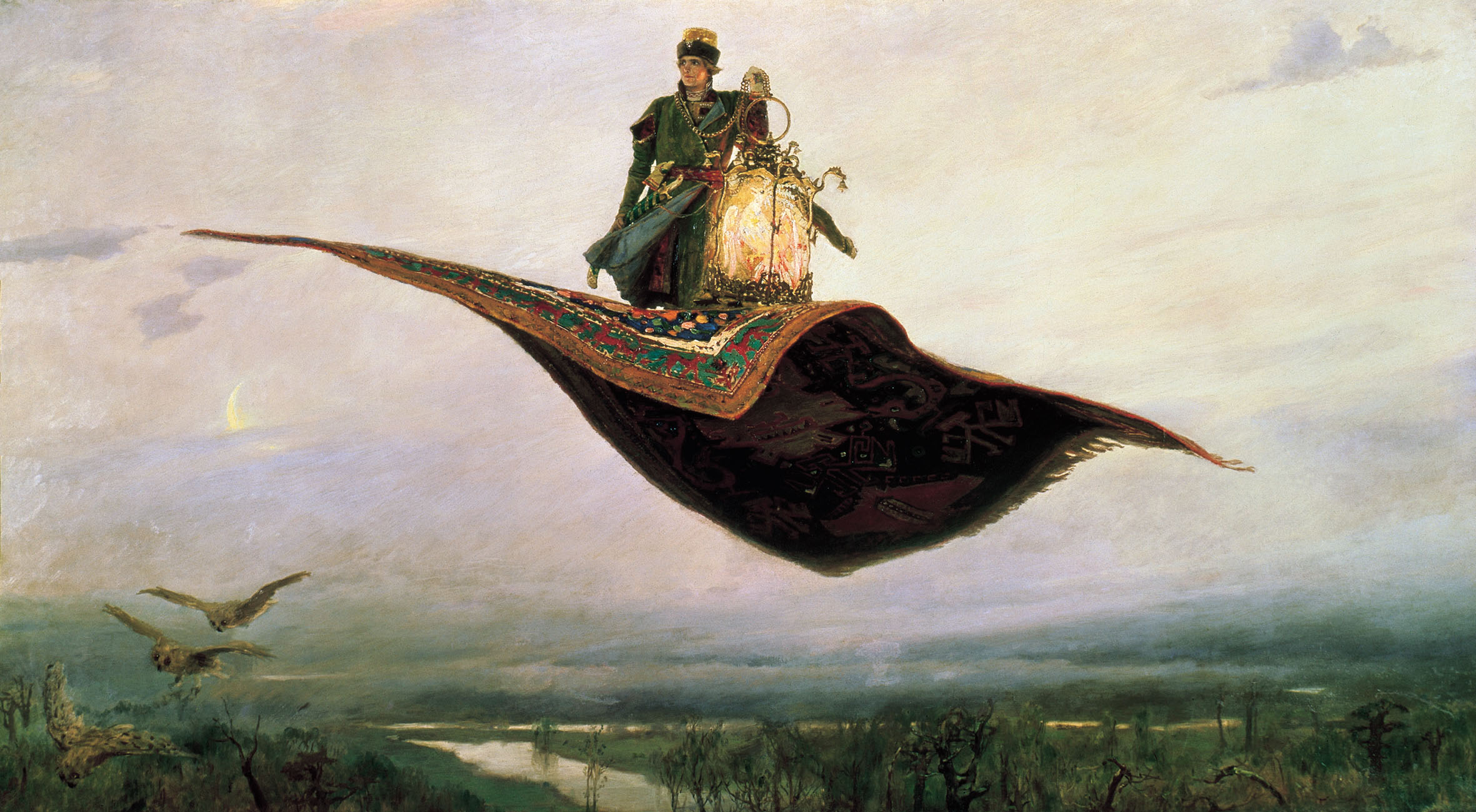
Віктор Васнецов «Килим-самоліт», 1880 р.

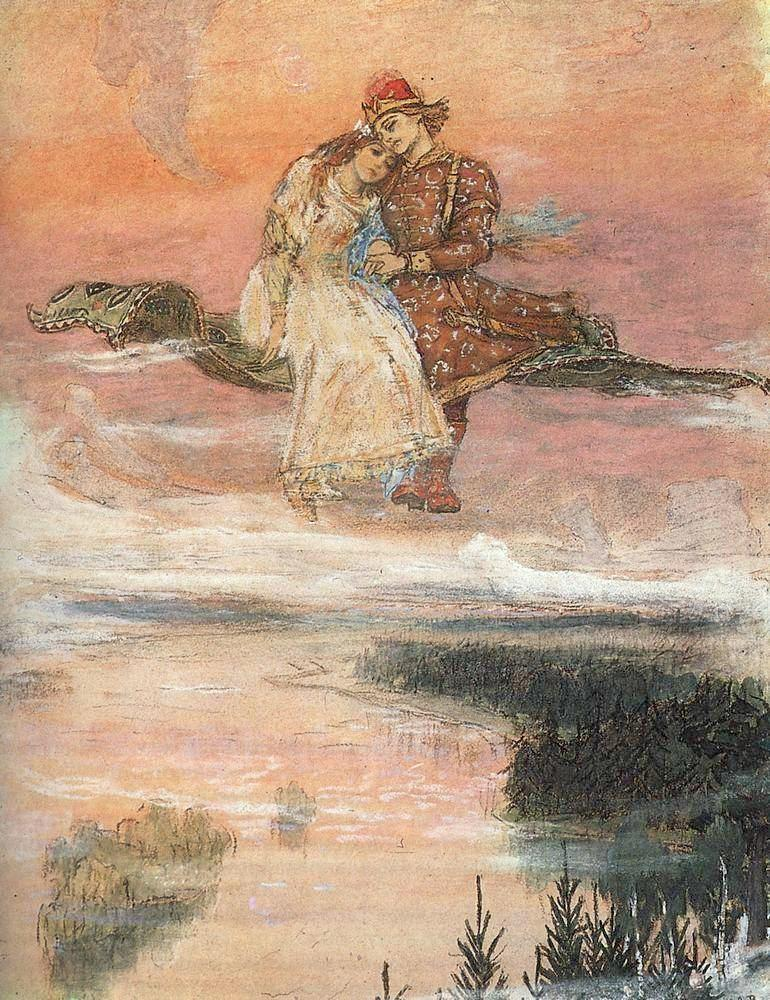
Віктор Васнецов «Килим-самоліт», 1926 р.

Килим-самоліт, «літай-килим», летючий килим — фантастичний засіб пересування повітрям.

## Походження
Килими-самольоти відомі в літературі Близького Сходу, популярність казок «Тисячі і однієї ночі» перенесла її в західну цивілізацію.
Також зустрічаються в літературній творчості інших культур, наприклад перської (під назвою «Килим принца Хусейна»)[джерело?].

## Килими-самольоти в культурі
- Казки «Тисячі і однієї ночі»[джерело?]
- «Літай-килим» — оповідання Олександра Бєляєва (1936)
- «Старий Хоттабич», радянський фільм 1956 року
- «Аладдін», мультфільм 1992 року Студії Уолта Діснея, США.
- Епізод «Three Hundred Big Boys» в мультсеріалі «Футурама», США, 1999.

## Килим-самоліт у світлі сучасної науки
Група вчених з Франції і США розробили в 2007 році проєкт летючого килима.
Килим-самоліт XXI століття являє собою тонкий лист, який може рухатися в повітрі в заданому напрямку за рахунок власних коливань.
За розрахунками вчених, щоб килимкові довжиною близько десяти сантиметрів і товщиною 0,1 міліметр утриматися в повітрі, йому доведеться вібрувати з частотою близько десяти герц і амплітудою коливань близько 0,25 міліметрів (тобто хвилі амплітудою в два з половиною рази більше товщини килима повинні будуть пробігати по ньому десять разів на секунду).

## Використовування назви
Ізраїльська операція з вивезення повітрям громади єменських євреїв чисельністю 50 тисяч осіб у 1949 році отримала назву «Килим-самоліт» (івр. שטיח מעופף).